# 새틀라이트상
새틀라이트상(Satellite Award)은 매년 국제 프레스 아카데미가 개최하는 상이다.